# 8045 Каміяма
8045 Каміяма (8045 Kamiyama) — астероїд головного поясу, відкритий 6 січня 1995 року.
Тіссеранів параметр щодо Юпітера — 3,372.